# Pseudoboleíta
La pseudoboleíta es un mineral, cloruro de cobre y plomo con hidroxilos. Fue identificada como una nueva especie a partir de ejemplares obtenidos en las minas de cobre de Boleo, en el municipio de Mulegé,  Baja California Sur,  (México), que consecuentemente es su localidad tipo. El nombre deriva del de la boleíta, encontrada en el mismo yacimiento, con al añadido pseudo, falsa, por la facilidad con que pueden confundirse.

## Propiedades físicas y químicas
La boleíta suele aparecer con una morfología muy característica, resultado del crecimiento epitaxial sobre boleíta, lo que produce una forma parecida al cubo pero con ángulos entrantes en las aristas. Puede contener una pequeña proporción de plata

## Yacimientos
La pseudoboleíta es un mineral raro, que aparece como mineral secundario en yacimientos de plomo y cobre situados en zonas de clima árido y en presencia de cloruros. Se encuentra  asociada a la boleíta, cumengeíta, fosgenita, paratacamita y laurionita. La localidad más importante, y en la que se han obtenido los mayores y mejores ejemplares es la localidad tipo, la mina Amelia, en Boleo (México). Se conoce en alrededor de 30 localidades, en bastantes de ellas como producto de alteración de escorias antiguas. Entre las localidades de este último tipo, pueden destacarse los escoriales de Laurion, en Ática (Grecia), en los que las escorias resultaron alteradas por el agua de mar.